# Sköldpaddan och haren (film)
Sköldpaddan och haren (engelska: The Tortoise and the Hare) är en amerikansk animerad kortfilm från 1935. Filmen ingår i Silly Symphonies-serien, och är baserad på Aisopos fabel med samma namn.

## Handling
Tobias Sköldpadda tävlar mot Max Hare i kapplöpning, och trots att han är långsammare än Max är det han som vinner allt.

## Om filmen
Filmen belönades med en Oscar 1935 för bästa animerade kortfilm.
Filmen blev mycket populär och fick en uppföljare, Århundradets fight som utkom 1936.
Figuren Max Hare kom att bli inspiration till Looney Tunes-figuren Snurre Sprätt.
Figurerna Tobias Sköldpadda och Max Hare förekom även i tidningsstrippen Silly Symphony i ett avsnitt kallat The Boarding-School Mystery som varade från 23 december 1934 till 17 februari 1935.
Filmen hade svensk premiär den 5 maj 1935 på biograferna Arcadia och Capitol i Stockholm.
Filmen har givits ut på VHS och finns dubbad till svenska.

## Rollista
| Roll              | Originalröst                                                | Svensk röst       |
| Tobias Sköldpadda | Eddie Holden                                                | Roger Storm       |
| Max Hare          | Ned Norton                                                  | Bertil Engh       |
| Kaninflickor      | Dorothy Campton Mary Moder Beatrice Hagen Marcellite Garner | Johanna Ljungberg |